# Finnkino Plevna
Plevna és una sala de cinema de Finnkino al centre de Tampere, Finlàndia, al districte de Finlayson. Amb els seus deu auditoris és la sala de cinema més gran de Tampere i una de les més grans de Finlàndia. El teatre es troba a l'antiga zona industrial de Finlayson a l'antic edifici industrial de Plevna. El teatre es va inaugurar l'any 1999 i té un total de 1.653 localitats.
Plevna és una de les seus del Festival de Cinema de Tampere.